# Antonio di Natale
Antonio „Toto” di Natale (ital. Antonio "Totò" Di Natale; Napulj, 13. oktobar 1977) bivši je italijanski profesionalni fudbaler. Nastupao je za nekoliko klubova u Italiji i Fudbalsku reprezentaciju Italije.
Prve fudbalske korake je napravio u ekipi Empolija, za čiji je omladinski tim nastupao od 1994. do 1996. godine. Za seniorsku ekipu Empolija potpisuje 1996. godine. Na Kasteljaniju se zadržao do 2004. godine. U međuvremenu je igrao na posudbama za Ipercolu, Vareze i Vijaređo.
Nakon ispadanja Empolija u niži rang, Di Natale potpisuje za Udineze. Transfer je ozvaničen 1. juna 2004. godine. i od tada pa sve do kraja svoje karijere igra u timu sa Frijulija. Bio je ključni igrač „Zebri” kada su u sezoni 2005/06. izborili plasman u Ligu šampiona. Čak devet sezona zaredom je imao dvocifren broj ligaških golova, a 2010. i 2011. osvaja nagradu za najboljeg strijelca lige. Godine 2010. osvaja i nagradu za najboljeg igrača italijanske Serije A za tu sezonu.
I kad je bio u poznim fudbalskim godinama, Di Natale je imao nevjerovatan osjećaj za gol. Između 2009. i 2011. godine samo su Kristijano Ronaldo (86) i Lionel Mesi (82) postigli više golova od Antonija (67).
Godine 2015, popularni francuski časopis France Football ga je svrstao u 10 najboljih fudbalera svijeta koji imaju preko 36 godina.
Di Natale je najbolji strijelac u istoriji Udinezea. Za klub je odigrao ukupno 445 utakmica i postigao 227 golova. Sa 209 ligaških golova, Antonio zauzima 6. mjesto najboljih strijelaca u istoriji Serije A.
Za seniorsku reprezentaciju Italije je debitovao 20. novembra 2002. godine, protiv Turske. Prvi pogodak za reprezentaciju je postigao 18. februara 2004. godine protiv Češke. Za Italiju je nastupao u periodu od 2002. do 2012. godine. Ubilježio je 42 nastupa i postigao 11 golova. Bio je pozvan u reprezentaciju za Euro 2008, Svjetsko prvenstvo 2010. i Euro 2012.

## Klupska karijera

### Empoli
Iako rođen u Napulju na jugu Italije, Antonio di Natale odlazi sjevernije u Toskanu — gdje se pridružuje omladinskom timu Empoli. Prije nego što je dobio pravu šansu u Empoliju, mladi Antonio odlazi na posudbu — najprije u Ipercolu, a zatim i u Vareze. Kasnije ga šalju na posudbu u Vijaređo, gdje u 25 utakmica postiže 12 golova. Godine 2000. Empoli ga vraća u svoje redove i od tada postaje jedan od važnijih igrača u napadu ovog kluba. Pomogao mu je u sezoni 2001/02. da izbori promociju u Seriju A tako što je postigao 16 golova; bio je najbolji strijelac kluba. Sljedeće sezone pomaže klubu da ostane u najvišem rangu italijanskog fudbala. Ipak, u sezoni nakon toga, Empoli opet biva izbačen iz Serije A, a Di Natale odlazi u Udineze.

### Udineze
Nakon ispadanja Empolija u niži rang, Di Natale prelazi u Udineze. Partneri u napadu te 2004/05. sezone su mu bili Vinčenco Jakvinta i David di Mikele. Zajedno su postigli 35 golova i predvodili klub do četvrtog mjesta na tabeli. Di Natale je u toj sezoni postigao sedam golova na 33 utakmice.
Svakom sezonom Antonio je igrao bolje i bolje. Godine 2007. je imenovan za novog kapitena kluba, a ugovor mu je produžen na čak pet godina.
Sezona 2009/10. je bila njegova najbolja. Postigao je 29 golova, odnosno 54% od ukupnog broja golova kluba. Tada je i ponio titulu najboljeg strijelca lige, postigavši čak sedam golova više od drugoplasiranog Dijega Militoa (22).
Tada je takođe proglašen za igrača godine italijanske Serije A. Iste godine je pokazao koliko je veliki igrač kada je u utakmici protiv Lacija prekinuo igru da se ukaže ljekarska pomoć povrijeđenom Liboru Kozaku, i to pri rezultatu 3 : 2 za Lacio. Zbog ovog poteza je dobio nagradu za ferplej.
Antonio je nastavio sa dvocifrenim brojem golova i u narednim sezonama, a njegova vjernost timu ga je učinila sinonimom za klub iz Udinea. Na njegovu adresu 2013. godine stiže ponuda kineskog kluba Guangdžou, koju je sa klupe predvodio italijanski menadžer Marčelo Lipi. Iako bi godišnje zarađivao čak 10 miliona evra, Antonio je ponudu odbio te ostao vjeran italijanskom klubu.
Nakon poraza od Helasa (Verona) rezultatom 3 : 1, dana 6. januara 2014. godine, Antonio je izjavio da igra svoju posljednju sezonu i da će se u junu 2014. penzionisati. Te sezone je postigao svoj 185. gol u Seriji A i tako prestigao legendarnog Batistutu na vječnoj listi strijelaca Serije A.
Sezonu je završio kao 4. na listi strijelaca, sa 17 golova. Iako je ranije te godine objavio povlačenje, bilo je očigledno da ovaj 36-godišnjak može ponuditi još; tako je objavio da će nastaviti sa svojom fudbalskom karijerom.
I u sljedećoj 2014/15. sezoni, Antonio nastavlja sa dobrom igrom i golovima. U prvoj utakmici sezone, 31. augusta 2014. postiže dva gola svom nekadašnjem klubu Empoliju koji je u prethodnoj sezoni izborio promociju za najviši rang. Iste godine 23. novembra postiže svoj 200. gol u Seriji A. U februaru 2015. stiže nova inostrana ponuda. Ovog puta je to bio jedan neimenovani američki klub koji je nudio 8 miliona evra. Naravno, Antonio je ponudu odbio, a smatra se da je u pitanju bio američki FK Njujork Siti.
Dana 3. maja 2015. postiže pobjednički gol protiv Verone. To je ujedno bio njegov 206. pogodak u Seriji A; tako prestiže još jednu legendu italijanskog fudbala, Roberta Bađoa, na 6. mjestu vječne liste strijelaca lige.
U aprilu 2016, Di Natale je objavio da će definitivno napustiti klub po isteku ugovora, tačnije po isteku sezone 2015/16. Dana 15. maja 2016. postigao je pogodak iz penala u domaćoj utakmici u kojoj je Udineze izgubio 2 : 1 protiv Karpija. To je bila njegova posljednja utakmica za klub.
Di Natale je postigao ukupno 191 gol u 385 ligaških utakmica za 12 godina koje je proveo u Kalčou. Ako se u obzir uzmu sva takmičenja, za klub je postigao ukupno 227 golova i zabilježio 63 asistencije. Kasnije te godine je i definitivno objavio da odlazi u penziju.

## Reprezentativna karijera
Debi za reprezentaciju Italije Di Natale je imao 20. novembra 2002. godine, u prijateljskoj utakmici protiv Turske. Svoj prvi gol za Italiju je postigao 18. februara 2004. u prijateljskoj utakmici protiv Češke.

### Euro 2008.
Godine 2006. Antonio Di Natale dobija poziv u reprezentaciju i učestvuje u kvalifikacijama za Euro 2008. Te kvalifikacije su Italijani uspješno završili na prvom mjestu i plasirali se na Euro. Ovo prvenstvo Antonio neće pamtiti po dobrom. Naime, u četvrtfinalnoj utakmici protiv Španije, Di Natale je u penal-seriji promašio odlučujući penal. Španija je prošla dalje, a na kraju i osvojila turnir.

### Svjetsko prvenstvo 2010.
Di Natale je dobio poziv i za naredno veliko takmičenje. Selektor Marčelo Lipi je odlučio da uvrsti Antonija u tim za Svjetsko prvenstvo 2010. koje se igralo u Južnoj Africi. Branilac naslova svjetskog prvaka, Italija, ovo takmičenje je završio u grupnoj fazi — kao posljednja ekipa grupe F iza Paragvaja, Slovačke i Novog Zelanda. U posljednjoj utakmici protiv Slovačke, Di Natale je postigao gol u porazu od 3 : 2.

### Euro 2012.
Godine 2012, Di Natale je uvršten u tim Italije za Evropsko prvenstvo 2012. koje se igralo u Poljskoj i Ukrajini. Italija je u ovom turniru stigla do finala, a Antonio je zabilježio pet nastupa za „Acure”.
Nije igrao samo u četvrtfinalnoj utakmici protiv Engleske. Postigao je jedan gol, i to u grupnoj fazi takmičenja protiv Španije. Nakon što je u 56. minutu ušao u igru, Antonio se ubrzo našao u izglednoj prilici. Njegovo sjajno kretanje uočava Andrea Pirlo i šalje mu upotrebljivu loptu u prostor iza odbrane protivnika. Antonio izlazi sam ispred Ikera Kasiljasa i preciznim udarcem pogađa za vođstvo Italijana. Do kraja utakmice Španci su izjednačili, pa je krajnji ishod susreta bio 1 : 1.
Ova dva tima su se opet srela, i to u samoj završnici takmičenja odnosno finalu. Antonio je opet ušao sa klupe, ali Španija je bila uvjerljiva i slavila 4 : 0. Ovom pobjedom Španci su odbranili titulu šampiona Evrope.
Nakon ovog turnira, Di Natale se oprostio od reprezentativnog fudbala. Iako se nadao pozivu u tim za Svjetsko prvenstvo u fudbalu 2014, do toga nije došlo.
Za reprezentaciju Italije odigrao je ukupno 42 utakmice. Postigao je 11 golova i upisao četiri asistencije.

## Lični život
Još dok je kao 19-godišnjak igrao za Empoli upoznao je svoju buduću suprugu Ileniju Beti. Oženio se 15. juna 2002. godine. Par ima dva sina.
Godine 2010, Antonio je odbio Juventus jer su porodica i on bili zadovoljni životom u Udineu.
Dana 14. aprila 2012. godine, igrač Udinezea na posudbi u Livornou, Pjermario Morozini, srušio se u toku ligaške utakmice. Ubrzo je preminuo, a uzrok je bio srčani udar. Antonio Di Natale, inače Morozinijev dobar prijatelj, javno se obvezao da će finansijski zbrinjavati Morozinijevu fizički hendikepiranu sestru.

## Statistika

### Klub
| Klub               | Sezona    | Liga    | Liga   | Kup     | Kup    | Euro    | Euro   | Ukupno  | Ukupno |
| Klub               | Sezona    | Nastupi | Golovi | Nastupi | Golovi | Nastupi | Golovi | Nastupi | Golovi |
| ------------------ | --------- | ------- | ------ | ------- | ------ | ------- | ------ | ------- | ------ |
| Empoli             | 1996/97   | 1       | 0      | 0       | 0      | 0       | 0      | 1       | 0      |
| Empoli             | Ukupno    | 1       | 0      | 0       | 0      | 0       | 0      | 1       | 0      |
| Ipercola (posudba) | 1997/98   | 33      | 6      | 0       | 0      | 0       | 0      | 33      | 6      |
| Ipercola (posudba) | Ukupno    | 33      | 6      | 0       | 0      | 0       | 0      | 33      | 6      |
| Vareze (posudba)   | 1998      | 4       | 0      | 0       | 0      | 0       | 0      | 4       | 0      |
| Vareze (posudba)   | Ukupno    | 4       | 0      | 0       | 0      | 0       | 0      | 4       | 0      |
| Vijaređo (posudba) | 1998/99   | 25      | 12     | 0       | 0      | 0       | 0      | 25      | 12     |
| Vijaređo (posudba) | Ukupno    | 25      | 12     | 0       | 0      | 0       | 0      | 25      | 12     |
| Empoli             | 1999/2000 | 25      | 6      | 5       | 1      | 0       | 0      | 30      | 7      |
| Empoli             | 2000/01   | 35      | 9      | 3       | 1      | 0       | 0      | 38      | 10     |
| Empoli             | 2001/02   | 38      | 16     | 4       | 2      | 0       | 0      | 42      | 18     |
| Empoli             | 2002/03   | 27      | 13     | 5       | 1      | 0       | 0      | 32      | 14     |
| Empoli             | 2003/04   | 33      | 5      | 2       | 1      | 0       | 0      | 35      | 6      |
| Empoli             | Ukupno    | 158     | 49     | 19      | 6      | 0       | 0      | 177     | 55     |
| Udineze            | 2004/05   | 33      | 7      | 5       | 4      | 2       | 0      | 40      | 11     |
| Udineze            | 2005/06   | 35      | 8      | 3       | 3      | 10      | 4      | 48      | 15     |
| Udineze            | 2006/07   | 31      | 11     | 2       | 2      | —       | —      | 33      | 13     |
| Udineze            | 2007/08   | 36      | 17     | 1       | 1      | —       | —      | 37      | 18     |
| Udineze            | 2008/09   | 22      | 12     | 1       | 1      | 7       | 3      | 30      | 16     |
| Udineze            | 2009/10   | 35      | 29     | 3       | 0      | —       | —      | 38      | 29     |
| Udineze            | 2010/11   | 36      | 28     | 1       | 0      | —       | —      | 37      | 28     |
| Udineze            | 2011/12   | 36      | 23     | 1       | 1      | 6       | 5      | 43      | 29     |
| Udineze            | 2012/13   | 33      | 23     | 1       | 0      | 8       | 3      | 42      | 26     |
| Udineze            | 2013/14   | 32      | 17     | 2       | 1      | 4       | 2      | 38      | 20     |
| Udineze            | 2014/15   | 33      | 14     | 1       | 4      | —       | —      | 34      | 18     |
| Udineze            | 2015/16   | 23      | 2      | 2       | 2      | —       | —      | 25      | 4      |
| ‍                   | Ukupno    | 385     | 191    | 24      | 19     | 37      | 17     | 446     | 227    |
| UKUPNO             | UKUPNO    | 606     | 258    | 43      | 25     | 37      | 17     | 686     | 300    |

| 2002   | 1  | 0  |
| 2003   | 2  | 0  |
| 2004   | 1  | 1  |
| 2005   | —  | —  |
| 2006   | 4  | 1  |
| 2007   | 7  | 3  |
| 2008   | 10 | 4  |
| 2009   | 5  | 0  |
| 2010   | 6  | 1  |
| 2011   | —  | —  |
| 2012   | 6  | 1  |
| Ukupno | 42 | 11 |

| #   | Datum               | Stadion                         | Protivnik | Pogodak | Rezultat | Takmičenje                               |
| --- | ------------------- | ------------------------------- | --------- | ------- | -------- | ---------------------------------------- |
| 01. | 18. februar 2004.   | Renco Barbera, Palermo          | Češka     | 2 : 1   | 2 : 2    | Prijateljska utakmica                    |
| 02. | 15. novembar 2006.  | Atleti Acuri d’Italija, Bergamo | Turska    | 1 : 0   | 1 : 1    | Prijateljska utakmica                    |
| 03. | 22. avgust 2007.    | Ferenc Puškaš, Budimpešta       | Mađarska  | 1 : 0   | 1 : 3    | Prijateljska utakmica                    |
| 04. | 12. septembar 2007. | Olimpijski stadion, Kijev       | Ukrajina  | 1 : 0   | 2 : 1    | Kvalifikacije za Euro 2008               |
| 05. | 12. septembar 2007. | Olimpijski stadion, Kijev       | Ukrajina  | 2 : 1   | 2 : 1    | Kvalifikacije za Euro 2008               |
| 06. | 30. maj 2008.       | Artemio Franki, Firenca         | Belgija   | 1 : 0   | 3 : 1    | Prijateljska utakmica                    |
| 07. | 30. maj 2008.       | Artemio Franki, Firenca         | Belgija   | 2 : 0   | 3 : 1    | Prijateljska utakmica                    |
| 08. | 6. septembar 2008.  | Antonis Papadopulos, Larnaka    | Kipar     | 1 : 0   | 2 : 1    | Kvalifikacije za Svjetsko prvenstvo 2010 |
| 09. | 6. septembar 2008.  | Antonis Papadopulos, Larnaka    | Kipar     | 2 : 1   | 2 : 1    | Kvalifikacije za Svjetsko prvenstvo 2010 |
| 10. | 24. jun 2010.       | Elis park, Johanezburg          | Slovačka  | 1 : 2   | 2 : 3    | Svjetsko prvenstvo 2010                  |
| 11. | 10. jun 2012.       | PGE arena, Gdanjsk              | Španija   | 1 : 0   | 1 : 1    | UEFA Euro 2012                           |

## Nagrade

### Reprezentacija
Italija
- Evropsko prvenstvo u fudbalu:  2012

### Individualne
- Najbolji strijelac Serije A (2): 2009/10, 2010/11[3]
- Igrač godine Serije A: 2010[37]
- Srebrna kugla (ital. Pallone d'Argento): 2011[38]
- Nacionalna nagrada za primjernu karijeru „Gaetano Širea” (ital. Premio Nazionale Carriera Esemplare "Gaetano Scirea"): 2011[39]
- Tim godine Serije A (3): 2010/11,[40] 2011/12,[41] 2012/13[42]
- Najbolji strijelac Italijanskog kupa (1): 2014/15[43]

## Napomene
1. ↑  Uključuje Italijanski kup.
2. ↑  Nastupi i golovi u UEFA Ligi šampiona, Evropskoj ligi, Superkupu i Intertoto kupu, uključujući i kvalifikacije.

## Spoljašnje veze
- Antonio di Natale na veb-sajtu UEFA (jezik: engleski)
- Antonio di Natale na veb-sajtu  (jezik: engleski)
- Antonio di Natale na veb-sajtu  (jezik: engleski)
- Antonio di Natale na sajtu  (jezik: nemački)